# Flore Benguigui
Pour les articles homonymes, voir Benguigui.
Flore Benguigui est une autrice-compositrice-interprète et productrice française née en 1992, ancienne chanteuse du groupe de musique L'Impératrice de 2015 à 2024.

## Formation
Florence Benguigui se forme au conservatoire de jazz.

## Carrière
En 2015, elle devient membre du groupe L'Impératrice. Le 30 septembre 2024, elle annonce sur Instagram son départ du groupe avant le début de la tournée de l'album Pulsar. Témoignant d'humiliations répétées au sein du groupe, elle révèle en avoir perdu la voix pendant un an et demi  et avoir été en « quasi-playback » lors d'une tournée du groupe.

## Engagement
En 2020, elle dénonce des violences sexuelles ainsi que du harcèlement physique et moral dont elle a été victime quand elle était âgée de 22 ans, à ses débuts dans le monde de la musique,. L'année précédente, elle avait signée le manifeste F.E.M.M. (Femmes Engagées des Métiers de la Musique) qui appelait à un « changement des mentalités et des pratiques » sur de tels sujets dans l'industrie musicale.
Elle crée en 2020 un podcast mensuel Cherchez la Femme « pour mettre en lumière les femmes dans l’industrie musicale ». Fin janvier 2023, elle lance des soirées mensuelles du même nom au Parc de la Villette, dans le 19e arrondissement de Paris pour « permettre aux professionnelles de se créer un réseau ».
Elle lance en avril 2025 Cherchez la Jam une série mensuelle de concerts improvisés de jazz au Point Éphémère à Paris où « seules les femmes et minorités de genre sont autorisées à se produire sur la scène ».